# Voetbalkampioenschap van Elbe-Bode
Het voetbalkampioenschap van Elbe-Bode (Duits: Gauliga Elbe-Bode) was een van de regionale voetbalcompetities van de Midden-Duitse voetbalbond, die bestond van 1923 tot 1928. In het laatste seizoenen heette de competitie Eine-Bode. De kampioen plaatste zich telkens voor de Midden-Duitse eindronde en maakte zo ook kans op de nationale eindronde. De club speelden voorheen in de tweede klasse van de Kreisliga Elbe. 
Na het seizoen 1927/28 werd de competitie ontbonden en werden de clubs verdeeld onder de competities van Anhalt, Elbe, Harz en Kyffhäuser.

## Erelijst
- 1924 SV 09 Staßfurt
- 1925 SV 09 Staßfurt
- 1926 SV 09 Staßfurt
- 1927 Viktoria Güsten
- 1928 Viktoria Güsten

## Eeuwige ranglijst

### Kampioenen
| Club                    | Titels |
| ----------------------- | ------ |
| SV 09 Staßfurt          | 3      |
| FC Viktoria 1904 Güsten | 2      |

### Seizoenen eerste klasse
| Club                          | /5 | Periode (1923-1928)  |
| ----------------------------- | -- | -------------------- |
| SV 09 Staßfurt                | 5  | 1923-1928            |
| FC Askania 1900 Aschersleben  | 5  | 1923-1928            |
| FC Teutonia 1913 Aschersleben | 5  | 1923-1928            |
| VfB Staßfurt                  | 5  | 1923-1928            |
| FC Viktoria 1904 Güsten       | 4  | 1924-1928            |
| FC Preußen Hettstedt          | 4  | 1923-1924, 1925-1928 |
| SpVgg 1908 Aschersleben       | 2  | 1923-1925            |
| VfB Anhalt 1907 Frose         | 2  | 1923-1925            |
| FV Eintracht Güsten           | 2  | 1924-1926            |

1923/24 · 1924/25 · 1925/26 · 1926/27 · 1927/28